# Isla Gibbs

Mapa de las islas Shetland del Sur.

La isla Gibbs es una isla de la Antártida situada a a 20 km al SSO de la isla Elefante, en las islas Shetland del Sur. Forma parte del grupo insular denominado por Chile como islas Piloto Pardo. 
Presenta un relieve abrupto con acantilados inaccesibles y una depresión en el centro. Está casi completamente cubierta de hielo. Alcanza una altura media de unos 275 metros.
El capitán James Weddell de la Marina Real Británica parece ser el primero en haber usado este nombre, en un mapa de las islas que apareció en 1825. El nombre es ahora el establecido en el uso internacional general.
En la isla Gibbs se encuentra la tumba de un marinero alemán. En el epitafio sobre la cruz de la suntuosa sepultura se lee:
- Wilhelm Tolz, Matrose aus Husum, 1875-1912. Durch fremde Dan ertrunken. Ruhe en Frieden.
- Wilhelm Tolz, marinero de Husum, 1875-1912. Ahogado por mano extraña. Descansa en paz.

Hasta el momento, nada más se sabe sobre este incidente. 

## Reclamaciones territoriales
Argentina incluye a la isla en el departamento Antártida Argentina dentro de la provincia de Tierra del Fuego, Antártida e Islas del Atlántico Sur; para Chile forma parte de la comuna Antártica de la provincia Antártica Chilena dentro de la Región de Magallanes y de la Antártica Chilena; y para el Reino Unido integra el Territorio Antártico Británico. Las tres reclamaciones están sujetas a las disposiciones del Tratado Antártico.
Nomenclatura de los países reclamantes: 
- Argentina: isla Gibbs
- Chile: isla Gibbs
- Reino Unido: Gibbs Island